# Matres

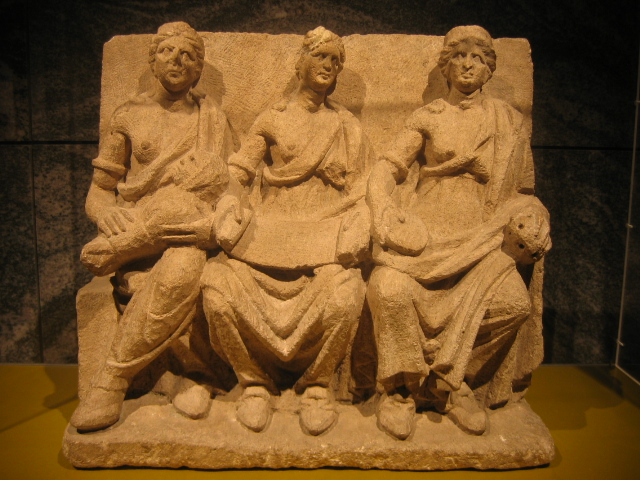
Vertautlský reliéf, terakotový reliéf zobrazující Matres, galořímské sídlo Vertillium, Côte-d'Or, Francie

Matres, Matrae (latinsky „matky“) či Matrones (latinsky „matrony“) je konvenční označení pro bohyně ctěné starověkými Kelty a Germány, jejichž více než tisíc zpodobnění a nápisů jim věnovaných bylo nalezeno především v severozápadní Evropě. Nejčastěji se objevují ve trojici, někdy však také v jiném počtu či se jedná o osamocenou bohyni.
Matres nejspíše odpovídají ilyrské a messapské bohyně zvané Ana či Anna, jejichž jméno nejspíše znamená „matka“, umbrijská Cubra Mater a titulatura některých římských bohyň jako Mater Matuta, Mater Mursina, Lua Mater, Stata Mater, Iuno Mater a dalších. Kult mnoha bohyň a duchů nazývaných mātes „matky“ byl také vlastní Lotyšům, napočítáno jich může být přes padesát, podle některých autorů ale také přes sto. Kult Matres pravděpodobně vznikl pod vlivem předindoevropských populací, u kterých měla ženská božstva nejspíše větší význam než u Indoevropanů, tyto populace lze ztotožnit se „starou Evropou“ Marije Gimbutas. Podle Martina L. Westa byla pravděpodobně v praindoevropském náboženství jediná mateřská bohyně - Bohyně země.
Jaan Puhvel přirovnává trojici Matres k dalším bohyním, které se objevovaly i ve trojici, jako je irská Brigid či řecké Múzy. Samotnou Matronu spojuje s velšskou Modronou a galskou Deou Matronou, ale také s irskou Danu, Ériu, Medb, Machou a velšskou Dôn. Obecně podle Puhvela představuje Matrona a Matres keltskou transfunkcionální bohyni, kterou zase spojuje s koňskými bohyněmi jako je galská Epona a velšská Rhiannon. Na základě podobnosti s germánskými dísami považuje zároveň Matres za ochranná či strážná božstva analogická íránským fravaši a daénám. John Lindow spojuje Matres kromě dís také s nornami a valkýrami.